# Жечев, Василий Степанович
Васи́лий Степа́нович Же́чев (1891—1918) — русский рабочий-революционер, боровшийся за установление Советской власти в Удмуртии, был одним из руководителей обороны Ижевска во время Ижевско-Воткинского восстания. Большевик. 

## Биография
Родился в 1891 году в Полтаве в семье рабочего-кузнеца. В возрасте десяти лет потерял обоих родителей, воспитывался в семье дальних родственников со стороны матери. Окончив один класс начальной школы устроился работать учеником токаря в мастерские паровозного депо. В декабре 1905 года за участие в забастовке был уволен. 
В 1913 году вступил в РСДРП(б).
В начале Первой мировой войны был мобилизован, но как квалифицированный токарь в 1915 году вместе с большой группой рабочих был направлен в Ижевск для работы на оборонном предприятии. Здесь вместе с другими большевиками он руководил февральской забастовкой 1917 года, после подавления которой был арестован и отправлен в Казань. Вскоре, после Февральской революции был освобождён и вернулся в Ижевск; 4 марта 1917 года был избран депутатом ижевского Совета. После разрыва между большевиками и меньшевиками 13 мая 1917 года, стал членом партийного комитета большевиков; 2-4 октября 1917 был делегатом от Ижевской партийной организации на Вятской губернской конференции большевиков, избран заместителем председателя конференции.
После Октябрьской революции с 27 октября 1917 года до 26 февраля 1918 года был председателем исполкома ижевского Совета. При нём была проведена национализация частных фабрик Ижевска. С отрядом красноармейцев он ездил по деревням Сарапульского уезда, реквизируя продовольствие в рамках политики продразвёрстки, учреждая комбеды и устанавливая советскую власть. В апреле 1918 года стал руководителем созданного при Совете военного отдела и занимался формированием отрядов Красной Армии.
8 августа 1918 года началось Ижевско-Воткинское восстание против большевиков. Жечев, вместе с П. Н. Лихвинцевым и С. И. Холмогоровым, был одним из руководителей обороны Ижевска. Во время боя был тяжело ранен и попал в плен. Вместе с другими руководителями ижевских большевиков казнен восставшими в августе 1918 года.

## Память
- Имя Жечева высечено на бронзовой плите обелиска, возвышающегося над братской могилой на Красной площади Ижевска.
- Имя Жечева с 1938 года носит улица в Ижевске (до этого называвшаяся Потерянная, затем Промышленная)[1].